# Tragabuches
José Mateo Balcázar Navarro, más conocido como Tragabuches (Arcos de la Frontera, 1780 - 1821), fue un bandolero, torero y cantaor andaluz.

## Biografía
Nacido José Mateo Balcázar Navarro cambió su nombre por el de José Ulloa Navarro amparándose en una pragmática real en la que Carlos III autorizaba a los gitanos a tomar el apellido que deseasen. El apodo de Tragabuches lo heredó de su padre, quien lo obtuvo, según cuenta la tradición, al comerse un burro recién nacido (llamado "buche" en Andalucía) en adobo.
Se inició como torero aprovechando que su padrino de bautismo, Bartolomé Romero, era pariente de Pedro Romero y sus hermanos, quienes habían fundado una famosa escuela de tauromaquia en la ciudad de Ronda. Como miembro de las cuadrillas de Gaspar y José Romero intervino como banderillero y sobresaliente desde 1800 a 1802, año en el que tomó la alternativa en la plaza de toros de Salamanca.
Sin embargo, aún instalado en Ronda, Tragabuches pronto abandonó su carrera como matador de toros y comenzó a actuar como contrabandista junto a una bailaora conocida como María “La Nena”, con la que vivía amancebado. Ulloa se encargaba de obtener las mercancías en el cercano enclave de Gibraltar y su compañera se ocupaba de la distribución del contrabando.
Como contrabandista continuó hasta 1814, cuando un antiguo compañero de la cuadrilla de los Romero lo invitó a torear en los festejos taurinos que, con motivo de la vuelta a España del rey Fernando VII, se iban a celebrar en Málaga. Cuando se dirigía a la capital de la provincia malagueña, su caballo lo derribó y la caída le causó una dislocación de brazo, por lo que se vio obligado a regresar a Ronda. Allí, a causa de la imprevisión de su vuelta, descubrió que su amante le era infiel con un sacristán conocido como Pepe “El Listillo”. Tras degollar al sacristán, arrojó a su infiel compañera por el balcón, causándole también la muerte, tras lo cual huyó a la sierra rondeña y se convirtió en bandolero.
Tragabuche se integró en una de las partidas de bandoleros más temidas de su tiempo y coincidió con los inicios de bandolero con El Tempranillo o con la partida de Los siete niños de Écija, donde permanecería hasta 1817. En el mismo año, todos los miembros de la cuadrilla fueron capturados y ejecutados, con la sola excepción de Tragabuches, cuyo rastro se pierde desde entonces.
También era cantaor, y se conserva una letra atribuida a él: "Una mujer fue la causa / de mi perdición primera. / No hay ningún mal de los hombres / que de mujeres no venga".